# Leonore Bartsch

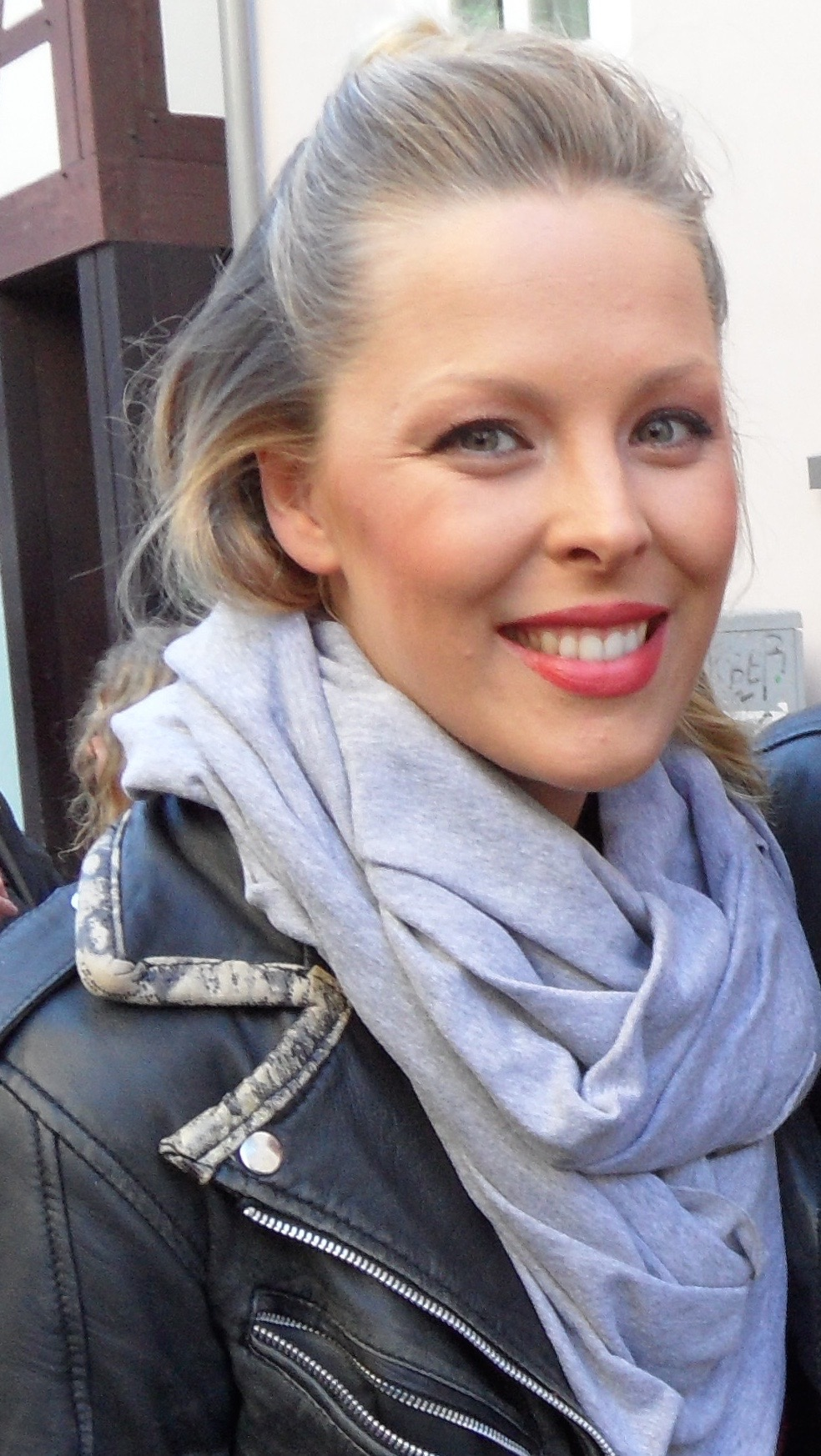
Leonore Bartsch (2015)

Leonore „Leo“ Julia Roberta Cortes Holmström, geb. Bartsch (* 14. September 1988 in Göttingen) ist eine deutsche Popsängerin und Songwriterin. Von 2008 bis 2012 war sie Mitglied der Pop-Gruppe Queensberry. 2014 war sie Teil des Duos Resaid. Seit 2019 veröffentlicht sie Musik unter ihrem Vornamen Leonore.

## Biografie
Mit ihrer zwei Jahre älteren Schwester wuchs Bartsch im  niedersächsischen Bernshausen auf. Bartsch bekam im Alter von vier Jahren zum ersten Mal Tanzunterricht und Geigenunterricht. Mit zwölf Jahren erhielt sie Gesangsunterricht.
Bartsch entdeckte während eines Auslandsschuljahrs in London ihre Begeisterung für Hip-Hop-Tanz. 2005 gewann sie mit ihrer Formation die Norddeutsche Hip-Hop-Meisterschaft. Sie nahm 2006 an der fünften Staffel von Popstars teil und schied im Halbfinale aus.  Nach ihrem Abitur am Felix-Klein-Gymnasium Göttingen im Jahr 2007, welches sie mit einem Schnitt von 1,2 bestand, zog Bartsch nach Köln, um als Solo-Sängerin durchzustarten. Auf der im Juni 2007 veröffentlichten CD Pop Meets Classic 2007 ist sie mit den Titeln Sway von Dean Martin und I Wanna Be Loved by You von Marilyn Monroe vertreten.
Im November 2007 bekam sie mit ihrer Band Leo Leo Leo einen Plattenvertrag bei X-Cell Records. Die Band verlor den Plattenvertrag jedoch ohne eine Veröffentlichung im Juni 2008, da die gewünschten Medienkooperationspartner ausblieben. 
2020 wanderte Bartsch nach Schweden aus und heiratete Anfang September 2021 David Cortes Holmström. 2022 wurde das Paar Eltern einer Tochter.

### Queensberry
Im selben Jahr nahm Bartsch an der siebten Staffel von Popstars teil und wurde in der am 20. November 2008 ausgestrahlten Sendung von der Jury in die Band gewählt.
In den Filmen Alvin und die Chipmunks 2 und Alvin und die Chipmunks 3: Chipbruch lieh sie dem Streifenhörnchen Jeannette ihre Stimme.
Für das dritte Queensberry-Album Chapter 3 schrieb Bartsch das Lied California Kissin.
Im Sommer 2012 verließ Bartsch die Band nach vier Jahren aufgrund von Unstimmigkeiten mit dem Management.

### Resaid
2014 bildete sie zusammen mit Tamara „Tamy“ Ruprecht das Duo Resaid. Anfang Mai erschien das in Verona gedrehte Musikvideo zu Toca’s Miracle, eine Coverversion von Fragma. Das Album Acoustic Adventures, welches Coverversionen von Dance-Hits der 1990er und 2000er in einem neuen, akustischen Gewand enthält, folgte am 1. August 2014 und konnte sich auf Platz 14 in den deutschen Album-Charts platzieren.

### Solokarriere
Als Songwriterin schrieb Bartsch für die Sängerin LaFee den Titel Zeig Dich! Zudem steuerte Bartsch 2012 auf dem Soundtrack zu Hanni & Nanni 2 die von ihr gesungenen und geschriebenen Lieder Neu  und Sommertag bei. Für die Fortsetzung Hanni & Nanni 3 sang Bartsch den Titelsong Sisters Forever und schrieb den Titel When The World Explodes, der von den Hauptdarstellerinnen Sophia und Jana Münster gesungen wird.
Zusammen mit Dennis Krüger von 4Lyn gründete Bartsch 2012 das Projekt Léo Noire, das mit Akustik-Coverversionen von Liedern u. a. von Rihanna und Kings of Leon auftrat. Zudem arbeitete Bartsch als Tanztrainerin und begann 2013 in Berlin, Deutsche Literatur und Medienwissenschaften zu studieren.
Im Januar 2014 war sie in Australien Begleitperson von Gabriella De Almeida Rinne für die RTL-Show Ich bin ein Star – Holt mich hier raus!.
Zusammen mit Chris Thompson veröffentlichte Bartsch im Februar 2015 den Titelsong I Look at You zum ARD-Spielfilm Der Kotzbrocken. Im Oktober 2016 war sie als Kandidatin in der RTL-Datingshow Adam sucht Eva – Promis im Paradies zu sehen.  2019 veröffentlichte Bartsch unter ihrem Vornamen „Leonore“ in Eigenproduktion das selbstgeschriebene und -komponierte Lied Welle für Welle. Am 23. Dezember 2020 folgte die Single Lied für P, welches Bartsch 2016 für ihren zu dem Zeitpunkt 2,5-jährigen Neffen geschrieben hat. Die Single In meinem Zimmer erschien am 23. November 2022.

## Diskografie

### Singles (als Solokünstlerin)
- 2016: Welle für Welle
- 2018: Lied für P
- 2022: In meinem Zimmer

## Filmografie

### Filme
- 2009: Alvin und die Chipmunks 2 (Synchronisation)
- 2011: Alvin und die Chipmunks 3: Chipbruch (Synchronisation)

### Fernsehen
- 2006, 2008: Popstars
- 2009: TV total Turmspringen
- 2009: The Next Uri Geller
- 2011: Die Kocharena[12]
- 2011: Fort Boyard[13]
- 2011: Das perfekte Promi-Dinner[14]
- 2016: Adam sucht Eva – Promis im Paradies[15]